# Lifelines
Lifelines — сьомий студійний альбом норвезького гурту a-ha, виданий 24 квітня 2002 року. Альбом став платиновим у Норвегії, одразу після релізу. Два сингли потрапили у топ-5 — «Forever Not Yours» і « Lifelines».

## Музиканти
- Пол Воктор-Савой (Paul Waaktaar-Savoy) (6 вересня 1961) — композитор, гітарист, вокаліст.
- Магне Фуругольмен (Magne Furuholmen) (1 листопада 1962) — клавішник, композитор, вокаліст, гітарист.
- Мортен Гаркет (Morten Harket) (14 вересня 1959) — вокаліст.

## Список композицій
| #   | Назва                      | Автор слів                       | Автор музики                     | Тривалість |
| --- | -------------------------- | -------------------------------- | -------------------------------- | ---------- |
| 1.  | «Lifelines»                | Магне Фуругольмен                | Магне Фуругольмен                | 4:17       |
| 2.  | «You Wanted More»          | Магне Фуругольмен, Мортен Гаркет | Магне Фуругольмен                | 3:39       |
| 3.  | «Forever Not Yours»        | Мортен Гаркет, Оле Сверре-Олсен  | Магне Фуругольмен, Мортен Гаркет | 4:06       |
| 4.  | «There's a Reason for It»  | Пол Воктор-Савой                 | Пол Воктор-Савой                 | 4:21       |
| 5.  | «Time & Again»             | Пол Воктор-Савой                 | Пол Воктор-Савой                 | 5:03       |
| 6.  | «Did Anyone Approach You?» | Пол Воктор-Савой                 | Пол Воктор-Савой                 | 4:10       |
| 7.  | «Afternoon High»           | Пол Воктор-Савой                 | Пол Воктор-Савой                 | 4:30       |
| 8.  | «Oranges on Appletrees»    | Магне Фуругольмен, Мортен Гаркет | Магне Фуругольмен                | 4:16       |
| 9.  | «A Little Bit»             | Пол Воктор-Савой                 | Пол Воктор-Савой                 | 4:10       |
| 10. | «Less Than Pure»           | Пол Воктор-Савой                 | Пол Воктор-Савой                 | 4:13       |
| 11. | «Turn the Lights Down»     | Магне Фуругольмен, Мортен Гаркет | Магне Фуругольмен, Мортен Гаркет | 4:14       |
| 12. | «Cannot Hide»              | Мортен Гаркет, Оле Сверре-Олсен  | Мортен Гаркет, Мартін Лендквіст  | 3:19       |
| 13. | «White Canvas»             | Магне Фуругольмен                | Магне Фуругольмен                | 3:27       |
| 14. | «Dragonfly»                | Магне Фуругольмен                | Магне Фуругольмен                | 3:19       |
| 15. | «Solace»                   | Магне Фуругольмен                | Магне Фуругольмен                | 4:20       |

## Бонусні треки
Російська версія альбому містить вступне слово, записане  Мортеном Гаркетом російською мовою, і 2 бонусних ремікси.
| #   | Назва                               | Тривалість |
| --- | ----------------------------------- | ---------- |
| 14. | «Minor Earth - Major Sky» (ATB mix) | 5:47       |
| 15. | «Velvet» (De-PHAZZ mix)             | 3:47       |

## Позиції в чартах
| Чарт                                    | ЛП |
| --------------------------------------- | -- |
| Австрія Австрійський альбом-чарт        | 2  |
| Велика Британія Британський альбом-чарт | 67 |
| Угорщина Угорський альбом-чарт          | 29 |
| Німеччина Німецький альбом-чарт         | 1  |
| Греція Грецький альбом-чарт             | 9  |
| Данія Данський альбом-чарт              | 9  |
| Естонія Естонський альбом-чарт          | 1  |
| Іспанія Іспанський альбом-чарт          | 32 |
| Канада Канадський альбом-чарт           | 28 |
| Латвія Латвійський альбом-чарт          | 1  |
| Нідерланди Нідерландський альбом-чарт   | 92 |
| Норвегія Норвезький альбом-чарт         | 1  |
| Польща Польський альбом-чарт            | 8  |
| Франція Французький альбом-чарт         | 30 |
| Швейцарія Швейцарський альбом-чарт      | 6  |
| Швеція Шведський альбом-чарт            | 21 |
| Японія Японський альбом-чарт            | 99 |